# Ašvamédha
Ašvamédha (sanskrt अश्वमेध, aśvamédha; „koňská oběť“) byl jeden z nejdůležitějších rituálů védského náboženství. Spočíval v tom, že panovník nějakého území nárokující si vládu nad celým světem (čakravartin) vybral zpravidla bílého koně, kterého vypustil za doprovodu početné ozbrojené družiny. Kůň si mohl volně pobíhat rok kam chtěl; dostal-li se na území cizího panovníka, musel tento panovník buď uznat svrchovanost panovníka provádějícího ašvamédhu, v opačném případě jej tento panovník napadl. Po roce byl kůň zahnán zpět ke královskému dvoru, kde byl rituálně obětován během obřadu trvajícího mnoho dní.
Detailně tento obřad popisuje Jadžurvéda.